# Iván Fediúninski
Iván Ivánovich Fediúninski (en ruso: Ива́н Ива́нович Федю́нинский; 17 de juliojul./ 30 de julio de 1900greg. - 17 de octubre de 1977) fue un oficial militar soviético que combatió en las filas del Ejército Rojo durante la Segunda Guerra Mundial donde alcanzó el rango de general del ejército (1955), fue condecorado con el título de Héroe de la Unión Soviética (1939) y de Héroe de la República Popular de Mongolia (1975). Después de la guerra resultó elegido diputado de la V y VI convocatorias del Sóviet Supremo de la Unión Soviética (1958-1962, 1962-1966), delegado en los XXI y XXII congresos del PCUS y diputado de los Sóviets Supremos de las Repúblicas de la Unión Soviética. Además fue ciudadano de honor de la ciudad de Gómel.

## Biografía

### Infancia y juventud
Iván Fediúninski nació el 30 de julio de 1900 en el pueblo de Gileva, Volost de Uspenskaya, distrito de Tyumen, Gobernación de Tobolsk (ahora raión de Tugulym, óblast de Sverdlovsk), en el seno de una familia campesina muy pobre. En 1913 se graduó en la escuela rural en el pueblo de Gileva y comenzó a trabajar como aprendiz de pintor. A partir de 1919, toda su vida estuvo asociada con el servicio militar.
En 1919 se ofreció como voluntario para el Ejército Rojo. Durante la Guerra civil rusa, luchó como soldado raso en el Frente Occidental. Fue herido dos veces.
El 29 de julio de 1921, fue trasladado a la ciudad de Omsk al 33.º regimiento de reserva. En 1921 fue enviado a estudiar en la 24.ª Infantería de Omsk, que lleva el nombre de la III Internacional Comunista, la escuela del personal de mando del Ejército Rojo, la Escuela de Infantería de Omsk. En 1923, la escuela fue transferida a Vladivostok y renombrada. En 1924, Fediúninski se graduó en la Escuela de Infantería de Vladivostok del Comintern. Tras su graduación, fue nombrado comandante de pelotón en el 107.º regimiento de fusileros (Vladímir).
En 1929, como comandante de la 6.ª compañía de la 36.ª división de fusileros del Ejército Especial del Lejano Oriente, participó en el Conflicto sino-soviético en el Ferrocarril del Este de China en octubre-diciembre de 1929. «Por su ingenio y liderazgo hábil, demostrado coraje personal en estas batallas», fue galardonado con la Orden de la Bandera Roja y se le entregó un arma personal.
En octubre de 1930 fue enviado a los cursos de personal de mando, conocidos como «Выстрел» en Solnechnogorsk. Después de graduarse con honores, regresó al Lejano Oriente Ruso, donde fue nombrado comandante de batallón, y en 1936 como comandante asistente de regimiento.

### Batalla de Jaljin Gol
En 1939, sirvió en la frontera con Mongolia como comandante asistente del regimiento para asuntos económicos. Al comienzo de la guerra no declarada en la batalla de Jaljin Gol contra las tropas japonesas, a sugerencia de Gueorgui Zhúkov, fue nombrado comandante del 24.º regimiento motorizado. Según las memorias de Zhúkov:

En todos los casos difíciles, Iván Ivanovich Fediúninski supo encontrar la solución adecuada, y cuando comenzó la ofensiva general de nuestras tropas, el regimiento bajo su mando luchó victoriosamente
Mariscal de la Unión Soviética Gueorgui Zhúkov.

En la batalla de Bain-Tsagan, el regimiento del joven comandante, acompañado de tanques, se abrió paso por la retaguardia de las tropas japonesas, causando grandes daños al enemigo. Habiendo violado las comunicaciones logísticas, lo que llevó a los japoneses a una rápida retirada e incluso a huir de la cabeza de puente que habían capturado cerca del monte Bain-Tsagan en la orilla occidental del río JalJin Gol, el regimiento de Fediuninski capturó una gran cantidad de equipo y artillería pesada, y los japoneses se vieron obligados a retirarse de la cabeza de puente.
El 29 de agosto de 1939 fue galardonado con el título de Héroe de la Unión Soviética, con la condecoración de la Orden de Lenin y la medalla de la Estrella de Oro N.º 155. Por el decreto del Presídium del Gran Jural del Pueblo de la República Popular de Mongolia del 15 de julio de 1975, recibió el título de Héroe de la República Popular de Mongolia.
El 6 de febrero de 1940 tomó el mando de la 82.º División de Fusileros, que estaba estacionada en Mongolia en la ciudad de Bayan-Tumen (desde 1941 en Choibalsan). El 10 de marzo de 1940 la 82.º División de Fusileros fue transferida al estado de una división de fusileros motorizados de 12 000 soldados y oficiales y se le asignó el nombre de 82.° División de Fusileros Motorizados, reorganizó su división y la comandó hasta noviembre de 1940.

### Segunda Guerra Mundial

#### 1941-1942
Desde noviembre de 1940 y al comienzo de la invasión alemana de la Unión Soviética el coronel (desde el 12 de agosto de 1941 - mayor general) Fediúninski fue el comandante del 15.º Cuerpo de Fusileros, estacionado en la región de Brest y Kóvel, en Bielorrusia. El cuerpo, que constaba de tres divisiones de fusileros, al comienzo de la guerra, a diferencia de muchas otras formaciones, luchó con éxito en batallas defensivas e incluso fue capaz de realizar varios contraataques exitosos a las tropas alemanas que avanzaban. Después de ser gravemente herido en estas batallas, por indicación del comandante del frente, fue trasladado en avión a un hospital de Moscú.
En septiembre de 1941, en uno de los períodos más críticos del sitio de Leningrado, por sugerencia de Gueorgui Zhúkov, fue nombrado comandante adjunto del Frente de Leningrado y al mismo tiempo comandante del 42.º Ejército situado en el sector occidental de la ciudad. Después de la partida de Zhukov en octubre de 1941 al Frente Oeste, comandó temporalmente el Frente de Leningrado, sin embargo, Fediuninski no se consideraba lo suficiente capacitado para este puesto, de tan vital importancia, y después de únicamente dos semanas en el puesto, solicitó a Stalin que le sustituyera por un comandante más experimentado.
Posteriormente, el 27 de octubre, fue nombrado comandante del 54.º Ejército, que bajo su mando participó activamente en la defensa de la línea defensiva del río Vóljov, durante la Ofensiva de Tijvin, así como en el posterior contraataque soviético que obligó al Grupo de Ejército Norte, a retirarse a la orilla occidental del río Vóljov. La victoria de los soviéticos en Tijvin supuso su primera contraofensiva exitosa en el sector y permitió a Leningrado seguir resistiendo en el que sería el uno de los sitios más cruentos de la historia. El Grupo de Ejércitos Norte alemán ya no ejecutaría en adelante ninguna otra ofensiva en la región, quedando relegado a un mero papel defensivo.
En 1942, el ejército participó en la ofensiva de Liubán, en la que no tuvo éxito y sufrió fuertes pérdidas. Desde abril de 1942, estuvo al mando del 5.º Ejército en el frente occidental y participó en operaciones cerca de Moscú. En octubre de 1942 se le asignó el puesto de subcomandante del Frente del Vóljov, que se encontraba al mando del mariscal Kiril Meretskov.

#### 1943-1945
Del 12 al 30 de enero de 1943 el Ejército Rojo lanzó la Operación Chispa con el objetivo final de romper el Sitio de Leningrado y abrir un corredor terrestre al sur del Lago de Ládoga, a través del cual pudiera canalizarse la ayuda que tan desesperadamente necesitaba la ciudad.  La ofensiva fue ejecutada por el 67.° Ejército del Frente de Leningrado y el 2.° Ejército de Choque del Frente del Vóljov al mando del mayor general Mijaíl Dujanov, y el teniente general Vladímir Romanovski respectivamente. El 8.º Ejército, comandado por el teniente general Filipp Starikov, debía llevar a cabo una ofensiva limitada en el flanco del 2.º Ejército de Choque y defender en otros lugares. Los Ejércitos Aéreos 13.º y 14.º proporcionarían el apoyo aéreo. El 18 de enero, a las 9:30 horas, los elementos principales de la 123.º División de Fusileros del 67.° Ejército y la 372.º División de Fusileros del 2.° Ejército de Choque se unieron cerca del Asentamiento Obrero n.º 1, rompiendo así parcialmente el bloqueo y marcando una fecha importante en el sitio de Leningrado.
Por sus éxitos en la operación Chispa para romper la cornisa Shlisselburg-Siniávino y establecer una conexión terrestre entre Leningrado y la zona controlada por el Ejército Rojo, recibió la Orden de Kutúzov, de 1.er grado. Durante la operación resultó gravemente herido. En mayo de 1943 fue nombrado Subcomandante del Frente de Briansk. El 14 de julio de 1943, tomó el mando del 11.º Ejército y participó en las operaciones de Briansk (1 de septiembre-3 de octubre de 1943) y en la Ofensiva de Gomel-Rechitsa (10 al 30 de noviembre de 1943) que permitió liberar la ciudad de Gómel.
En diciembre de 1943 fue nombrado comandante del 2.º Ejército de Choque estacionado en la cabeza de puente de Oranienbaum, al oeste de Leningrado, el 14 de enero, unidades del 2.º Ejército de Choque fueron las primeras en atacar al enemigo (véase ofensiva de Leningrado-Novgorod) desde la cabeza de puente de Oranienbaum, y un día después las tropas del 42.º Ejército se unieron a la ofensiva, atacando desde el área de las colinas de Púlkovo. Ambos ejércitos soviéticos avanzaron en la dirección general de Krasnoe Selo y Ropsha.

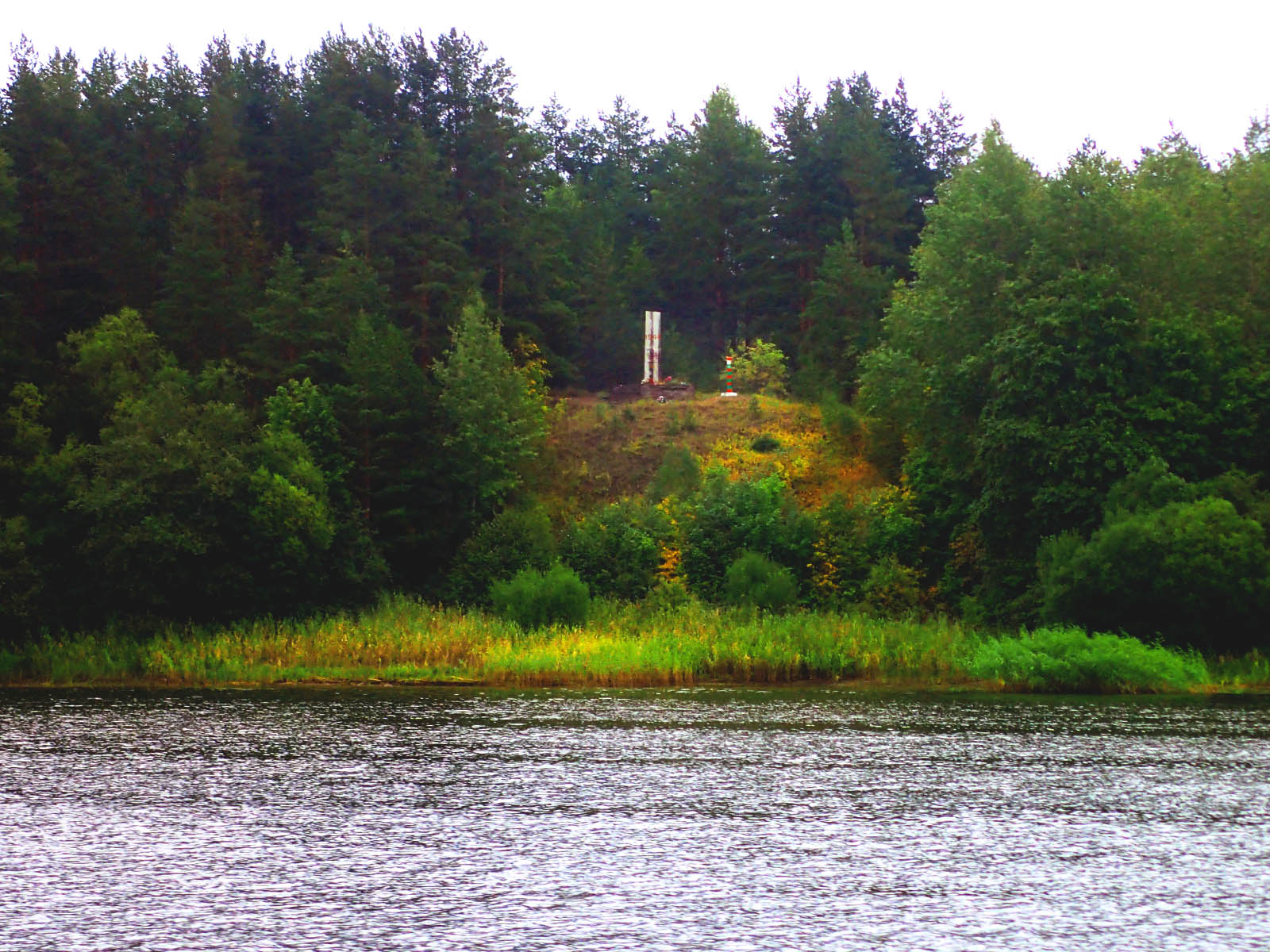
El sitio del puesto de mando del General Iván Fediúninski en la orilla este del río Narva en la aldea de Tõrvala, Estonia 1944 (ahora en el oblast de Leningrado, Rusia).

En los primeros días de la ofensiva las tropas soviéticas lograron solo éxitos menores, encontrando la resistencia obstinada de las tropas alemanas del III Cuerpo Panzer SS (Germánico) y el L Cuerpo del Ejército. A pesar de esto, las formaciones de los dos ejércitos, introduciendo gradualmente fuerzas adicionales en la batalla, avanzaron obstinadamente una hacia la otra y el 20 de enero se unieron en la zona de Ropsha. Las unidades alemanas que no tuvieron tiempo de retirarse fueron destruidas o capturadas. Así, se hizo una contribución decisiva a la operación para levantar el sitio de Leningrado. El 2.° Ejército de Choque, sin pasar por Krasnogvardeysk, comenzó a avanzar en dirección a Narva el 21 de enero. Persiguiendo a las tropas alemanas en retirada, las formaciones del ejército alcanzaron el río Luga en las áreas de Kingisepp y Kotlov el 30 de enero y capturaron varias cabezas de puente en su margen izquierda.
Más tarde, en la primera quincena de febrero de 1944, el 2.° Ejército de Choque libró duras batallas por Narva (véase batalla de Narva), en las que no logró ocupar la ciudad. Narva fue liberada el 26 de julio de 1944 durante la Ofensiva de Narva (24-30 de julio de 1944). La ofensiva se llevó a cabo desde la cabeza de puente, que más tarde recibió el nombre de «cabeza de puente Fediúninski». Después participó en la ofensiva de Tallin (17- 26 de septiembre de 1944), que expulsó a los alemanes de la parte continental de Estonia y liberó la ciudad de Tallin, posteriormente, el ejército, participó en batallas contra los restos del Grupo de Ejércitos Norte encerrado en la bolsa de Curlandia y en la ofensiva de Prusia Oriental. Finalmente, dirigió su unidad durante la batalla de Berlín en 1945 que supuso el fin de los combates en Europa y el fin del Tercer Reich.

### Posguerra
Al final de la Segunda Guerra Mundial permaneció en el puesto de comandante del 2.º Ejército de Choque, que pasó a formar parte del Grupo de Fuerzas Soviéticas en Alemania. Entre abril de 1946 y febrero de 1947 comandó las tropas del Distrito Militar de Arcángel. En 1948 se graduó de los Cursos Académicos Superiores de la Academia Militar del Estado Mayor de las Fuerzas Armadas de la URSS. Después de graduarse, entre abril de 1948 y noviembre de 1951, asumió el puesto de comandante del 7.º Ejército de Armas Combinadas del Distrito Militar de Transcaucasia (en Ereván).
Entre noviembre de 1951 y abril de 1954 fue diputado y primer diputado (desde noviembre de 1953) del Comandante en Jefe del Grupo de Fuerzas Soviéticas en Alemania. Entre abril de 1954 y octubre de 1957 fue comandante del Distrito Militar de Transcaucasia. Entre diciembre de 1957 y diciembre de 1965, fue Comandante del Distrito Militar del Turquestán. En 1961 publicó su libro de memorias titulado «Levantados por la alarma» (en ruso, Поднятые по тревоге), donde narra los hechos más importantes de su participación en la Segunda Guerra Mundial.
El 8 de agosto de 1955, se le otorgó el grado militar de general del ejército. Desde diciembre de 1965 hasta su muerte, desempeño el cargo de Inspector Asesor del Grupo de Inspectores Generales del Ministerio de Defensa de la URSS, un puesto meramente honorífico.
Iván Fediúninski murió en Moscú el 17 de octubre de 1977 a la edad de 77 años, y fue enterrado con todos los honores en el cementerio Novodévichi de la capital moscovita.

## Promociones
- Mayor
- Coronel (julio de 1939)
- Mayor general (12 de junio de 1942)
- Teniente general (13 de junio de 1942)
- Coronel general (10 de octubre de 1944)
- General del ejército (8 de agosto de 1955)[18]

## Condecoraciones

Tumba de Fediúninski en el cementerio Novodévichi en Moscú

A lo largo de su carrera militar Iván Fediúninski recibió las siguientes condecoraciones:
Unión Soviética
- Héroe de la Unión Soviética (29 de agosto de 1939)
- Orden de Lenin, cuatro veces (29 de agosto de 1939, 21 de febrero de 1944, 21 de febrero de 1945 y 29 de julio de 1960)
- Orden de la Bandera Roja, cinco veces (22 de febrero de 1930, 6 de febrero de 1942, 3 de noviembre de 1944, 15 de noviembre de 1950 y 22 de febrero de 1968)
- Orden de Suvórov de 1.er grado, dos veces (18 de septiembre de 1943 y 10 de abril de 1945)
- Orden de Kutúzov de 1.er grado, dos veces (28 de enero de 1943 y 20 de mayo de 1943)
- Orden de la Estrella Roja (16 de agosto de 1936)
- Orden del Servicio a la Patria en las Fuerzas Armadas de 3.er grado (30 de abril de 1975)
- Medalla Conmemorativa por el Centenario del Natalicio de Lenin "Al Valor Militar"
- Medalla al Servicio Distinguido en la Vigilancia de las Fronteras del Estado
- Medalla por la Defensa de Leningrado
- Medalla por la Defensa de Kiev
- Medalla por la Victoria sobre Alemania en la Gran Guerra Patria 1941-1945
- Medalla por la Conquista de Königsberg
- Medalla por la Conquista de Berlín
- Medalla por el Desarrollo de las Tierras Vírgenes
- Medalla Conmemorativa del 250.º Aniversario de Leningrado
- Medalla Conmemorativa del 20.º Aniversario de la Victoria en la Gran Guerra Patria de 1941-1945
- Medalla Conmemorativa del 30.º Aniversario de la Victoria en la Gran Guerra Patria de 1941-1945
- Medalla de Veterano de las Fuerzas Armadas de la URSS
- Medalla del 20.º Aniversario del Ejército Rojo de Obreros y Campesinos
- Medalla del 30.º Aniversario de las Fuerzas Armadas de la URSS
- Medalla del 40.º Aniversario de las Fuerzas Armadas de la URSS
- Medalla del 50.º Aniversario de las Fuerzas Armadas de la URSS

Otros países
- Héroe de la República Popular de Mongolia (12 de julio de 1975);
- Orden de Sukhbaatar (Mongolia), dos veces
- Orden de la Bandera Roja (Mongolia)
- Comendador de la Orden Polonia Restituta (Polonia)
- Orden de la Cruz de Grunwald de 1.er grado (Polonia)
- Medalla por el Oder, Neisse y el Báltico (Polonia)
- Orden del Mérito a la Patria en oro de 2.do grado (Checoslovaquia)
- Cruz del Voivodato de Olshansky (RDA)
- Orden de la República (República Popular de Tuvá)